# Спрінг-Мілл (Кентуккі)
Спрінг-Мілл (англ. Spring Mill) — місто (англ. city) в США, в окрузі Джефферсон штату Кентуккі. Населення — 294 особи (2020).

## Географія
Спрінг-Мілл розташований за координатами 38°8′37″ пн. ш. 85°37′54″ зх. д. / 38.14361° пн. ш. 85.63167° зх. д. (38.143610, -85.631587).  За даними Бюро перепису населення США в 2010 році місто мало площу 0,14 км², уся площа — суходіл.

## Демографія
Згідно з переписом 2010 року, у місті мешкало 287 осіб у 107 домогосподарствах у складі 86 родин. Густота населення становила 1999 осіб/км².  Було 110 помешкань (766/км²).
Расовий склад населення:
| - 95,5 % — білих - 3,8 % — чорних або афроамериканців |

До двох чи більше рас належало 0,7 %. Частка іспаномовних становила 0,7 % від усіх жителів.
За віковим діапазоном населення розподілялося таким чином: 24,4 % — особи молодші 18 років, 57,1 % — особи у віці 18—64 років, 18,5 % — особи у віці 65 років та старші. Медіана віку мешканця становила 45,4 року. На 100 осіб жіночої статі у місті припадало 105,0 чоловіків;  на 100 жінок у віці від 18 років та старших — 99,1 чоловіків також старших 18 років.
Середній дохід на одне домашнє господарство  становив 89 343 долари США (медіана — 78 750), а середній дохід на одну сім'ю — 100 915 доларів (медіана — 89 583). Медіана доходів становила 62 500 доларів для чоловіків та 46 563 долари для жінок. За межею бідності перебувало 3,8 % осіб, у тому числі 4,5 % дітей у віці до 18 років та 6,7 % осіб у віці 65 років та старших.
Цивільне працевлаштоване населення становило 136 осіб. Основні галузі зайнятості: освіта, охорона здоров'я та соціальна допомога — 22,8 %, виробництво — 16,2 %, науковці, спеціалісти, менеджери — 9,6 %, роздрібна торгівля — 8,8 %.